# La famiglia Proud - Il film
La famiglia Proud - Il film (The Proud Family Movie) è un film per la televisione che fu trasmesso in prima TV da Disney Channel il 19 agosto 2005; in tale occasione andò in onda in 16:9, diventando così il primo film animato della rete ad essere trasmesso in widescreen. Il film segnò anche la fine della omonima serie televisiva. 

## Trama
Quando Penny Proud compie 16 anni chiede a suo padre, Oscar, se può entrare a far parte del gruppo di ballo di un giovane rapper che lei ama, 15 Cents, incontrando però il dissenso da parte di quest'ultimo. Così Penny decide di sgattaiolare da casa e incontra 15 Cents. Nel frattempo suo padre non entra a far parte in una accademia di spuntini. 15 Cents accompagna Penny a casa e la ragazza lo bacia nella sua macchina; il padre li vede e si infuria e Penny è imbarazzata. Così Oscar annulla la festa di compleanno di Penny e la ragazza si rinchiude in camera sua più furiosa che mai e decisa a chiudere i ponti col padre. Ad un tratto la famiglia viene sorpresa da un'inaspettata visita: il terribile e strano Dottor Carver che offre all'intera famiglia un viaggio gratis per un'indimenticabile vacanza. Verso la fine del film, vedremo la sconfitta del Dottor Carver e l'arresto di Cashew da parte della polizia e, Oscar può finalmente ripristinare la festa per il compleanno di Penny sotto lo sguardo placido del padre sebbene il giovane rapper 15 cents è ancora l'idolo della sedicenne Penny Proud.

## Personaggi
- Penny Proud
- Oscar Proud
- Trudy Proud
- Suga Mama
- Sticky Webb
- Zoey
- LaCienega Boulevardez
- Dijonay Jones
- Fifteen Cent
- Dottor Carver
- Cashew

## Doppiaggio
| Personaggio           | Doppiatore originale | Doppiatore italiano   |
| --------------------- | -------------------- | --------------------- |
| Penny Proud           | Kyla Pratt           | Ilaria Stagni         |
| Oscar Proud           | Tommy Davidson       | Pasquale Anselmo      |
| Trudy Parker Proud    | Paula Jai Parker     | Cristiana Lionello    |
| Suga Mama             | Jo Marie Payton      | Paila Pavese          |
| Sticky Webb           | Orlando Brown        | Paolo Vivio           |
| Zoey                  | Soleil Moon Frye     | Alida Milana          |
| LaCienega Boulevardez | Alisa Reyes          | Ilaria Latini         |
| Dijonay Jones         | Karen Malina White   | Laura Latini          |
| 15 Cent               | Omarion Grandberry   | Nanni Baldini         |
| Dr. Carver            | Arsenio Hall         | Roberto Stocchi       |
| Cashew                | Tara Strong          | Massimiliano Manfredi |